# Володимир (Кантарян)
Володимир, митрополит Кишинівський і всієї Молдови (Кантарян Микола Васильович) (* 18 серпня 1952, с. Колінківці, Хотинський район, Чернівецька область, Українська РСР, СРСР) — молдовський церковний діяч, член Синодальної біблійної Комісії (з 1990). Ректор Кишинівської Духовної семінарії (з 1995), ректор Кишинівських Духовної Семінарії і Духовної Академії (з 1997). З 2000 — постійний член Священного Синоду РПЦ.

## Життєпис
Народився в сім'ї робітника.
У 1969 закінчив середню школу, а у 1970 — професійно-технічне училище.
У 1970—1973 служив у Радянській Армії.
Після служби працював у Смоленському єпархіальному управлінні, 22 травня 1974 висвячений целібатом у сан диякона, а у 1976 — в сан пресвітера Успенського кафедрального Собору Смоленська.
У 1981 закінчив Московську духовну семінарію (заочно).
З 1981 служив у Миколаївському кафедральному собрі м. Чернівці.
З 1983 — секретар Чернівецького єпархіального управління.
29 листопада 1987 пострижений у чернецтво, у 1988 возведений у сан архімандрита.
У 1989 закінчив Московську духовну академію.
21 липня 1989 хіротонізований на єпископа Кишинівського і Молдовського.
4 квітня 1990 возведений у сан архієпископа.
21 грудня 1992 возведений у сан митрополита.

## Нагороди

### Церковні
- Російська православна церква
  - медаль прп. Сергія Родонезького І ст., (1979);
  - хрест з прикрашеннями (1988);
  - другий хрест з прикрашеннями (1988);
  - золотий наперсний хрест і палиця (1988);
  - орден святого рівноапаостольного князя Володимира II ст. (1999);
  - ювілейна Патріарша грамота (2000);
  - орден прп. Сергія Радонезького II ст. (2002);
  - орден прп. Серафима Саратовського II ст. (2005);
  - медаль святого мученика Сильвестра — нагороджений Омською і Тарською єпархією (2011);
  - орден прп. Серафима Саратовського I ст. (2012).
- Елладська православна церква
  - Хрест святого апостола Павла (2011).
- Єрусалимська православна церква
  - орден Гробу Господнього (2000).
- Польська православна церква
  - орден святої рівноапостольної Марії Магдалини (1979).
- Православна церква Чеських земель і Словаччини
- Орден святих Кирила і Мефодія ІІ ст. (2006).

### Світські
- СРСР
  - почесна грамота Президії Радянського Фонду Миру (1979);
- Молдова
  - почесна грамота Президії Академії Наук Молдова (1999);
  - орден Республіки— вища нагорода Республіки Молдова (1999);
  - орден «Богдан-Засновник» (2011).
- Польща
  - орден Святого Станіслава (1998);
- ЮНЕСКО
  - почесний академік Міжнародноїкадрової академії при ЮНЕСКО (1999);
  - орден «За розвиток науки і освіти» Міжнародної кадрової академії при Юнеско (2000);